# Tenggi
A tenggi (hangul: 댕기, RR: daenggi) a koreai hanbok öltözék kiegészítője, a hajban viselt szalagok összefoglaló neve. Általában vörös színű, de más színekben is használatos.

## Története
Az első feljegyzések a Silla- illetve a három királyság korából származnak.

## Fajtái
A tenggi (daenggi) számos fajtája létezik. A tothurak tenggi (doturak daenggi) (도투락댕기) vastag, hosszú szalagpár, amit a menyasszony hajához erősítettek hátul. Ennek kiegészítője az aptenggi (apdaenggi) (앞댕기), melyet a kontyba szúrt hosszú hajtű (pinjo (binyeo)) tartott és a mellkasra esett. Arany mintázatú és gyakran gyöngyökkel díszített a vége. A fiatal lányok hajába a fejtetőn az elválasztásnál pessi tenggi (baessi daenggi) (배씨 댕기) került, ami apró, két oldalt zsinórral vagy szalaggal tartott hajdísz. A zsinórt a lányok hajfonatába fonták bele. A csebiburi tenggi (jebiburi daenggi)t (제비부리 댕기) lányok és fiúk is viselték, a lányok vöröset, a fiúk feketét.

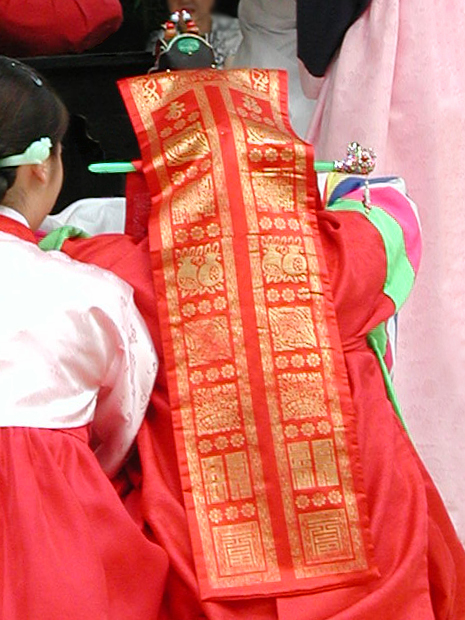
tothurak tenggi (doturak daenggi)
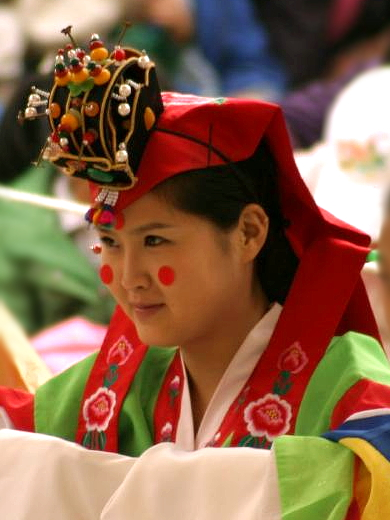
aptenggi (apdaenggi)
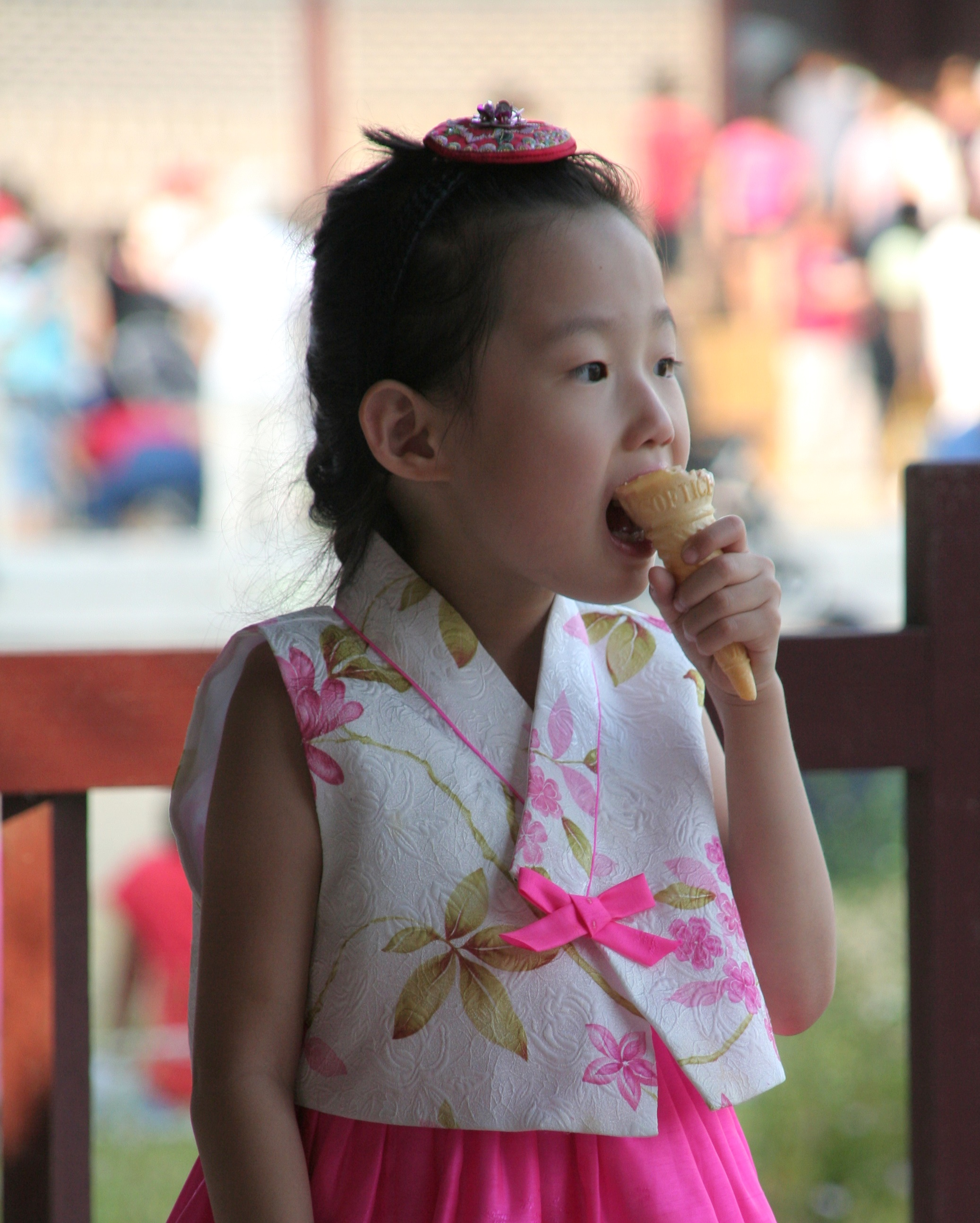
pessi tenggi (baessi daenggi)
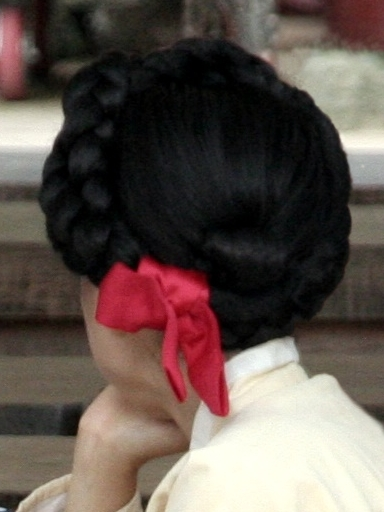
khomori (komeori) (코머리) stílusban fonott haj tenggi (daenggi)vel